# Yupik de l'Alaska central
Pour les articles homonymes, voir Yupik.
Le yupik de l'Alaska central est une des langues yupik, de la famille des langues eskimo-aléoutes. Elle est parlée en Alaska, sur le continent du Norton Sound à la péninsule d'Alaska et sur certaines îles telle l'île Nunivak, par quelque 14 000 locuteurs, sur une population locale de 23 000 habitants.
Le nom de la langue est parfois écrit yup'ik, selon sa propre orthographe, dans laquelle l'apostrophe note l'allongement du [p].

## Dialectes
Le yup'ik comporte plusieurs géolectes, qui diffèrent par la prononciation et le vocabulaire.
- Le dialecte central ou yugtun est numériquement le plus important ; il est parlé dans les régions du fleuve Yukon, de l'île Nelson, du fleuve Kuskokwin et de la baie de Bristol. Il comporte lui-même plusieurs topolectes qui diffèrent essentiellement par le vocabulaire.
- Le dialecte du Norton Sound
- Le dialecte de Hooper Bay et Chevak, ou cup'ik ou cugtun
- Le dialecte de l'île Nunivak ou cup'ig.

Ces deux derniers dialectes se caractérisent par la transformation du y initial en c, prononcé [t͡ʃ].